# Retschwiller
Retschwiller [ʁɛtʃvilɛʁ] (Retschweiler en allemand) est une commune française située dans la circonscription administrative du Bas-Rhin et, depuis le 1er janvier 2021, dans le territoire de la Collectivité européenne d'Alsace, en région Grand Est.
Cette commune se trouve dans la région historique et culturelle d'Alsace.
La commune fait partie du parc naturel régional des Vosges du Nord.

## Géographie

### Localisation
La commune est à 1,7 km de Memmelshoffen, 2,3 de Soultz-sous-Forêts et 3,3 de Schoenenbourg.

### Géologie et relief
La commune se compose de 28,43 hectares de territoires artificialisés (8,67 %) et 300,03 hectares de territoires agricoles (91,47 %).
Espaces naturels :
- Un espace protégé hors Natura 2000 Vosges du Nord :

Réserve de Biosphère, zone de transition,
Parc naturel régional.

### Hydrographie et les eaux souterraines
Hydrogéologie et climatologie : Système d’information pour la gestion des eaux souterraines du bassin Rhin-Meuse :
Territoire communal : Occupation du sol (Corinne Land Cover); Cours d'eau (BD Carthage),
Géologie : Carte géologique; Coupes géologiques et techniques,
 Hydrogéologie : Masses d'eau souterraine; BD Lisa; Cartes piézométriques.

### Sismicité
Commune située dans une zone 3 de sismicité modérée.
| Memmelshoffen      | Keffenach    |              |
|                    | Retschwiller | Schœnenbourg |
| Soultz-sous-Forêts |              | Hoffen       |

### Hydrographie et les eaux souterraines
Hydrogéologie et climatologie : Système d’information pour la gestion des eaux souterraines en Seine-Normandie :
Territoire communal : Occupation du sol (Corinne Land Cover); Cours d'eau (BD Carthage),
Géologie : Carte géologique; Coupes géologiques et techniques,
 Hydrogéologie : Masses d'eau souterraine; BD Lisa; Cartes piézométriques.
La commune est dans le bassin versant du Rhin au sein du bassin Rhin-Meuse. Elle est drainée par le ruisseau le Wintzenbach, le ruisseau le Froeschwillerbach et le ruisseau le Birlenbach,,.
Le Wintzenbach, d'une longueur de 11 km, prend sa source dans la commune de Soultz-sous-Forêts et se jette  dans le Haussauerbach à Hoffen, après avoir traversé sept communes. 

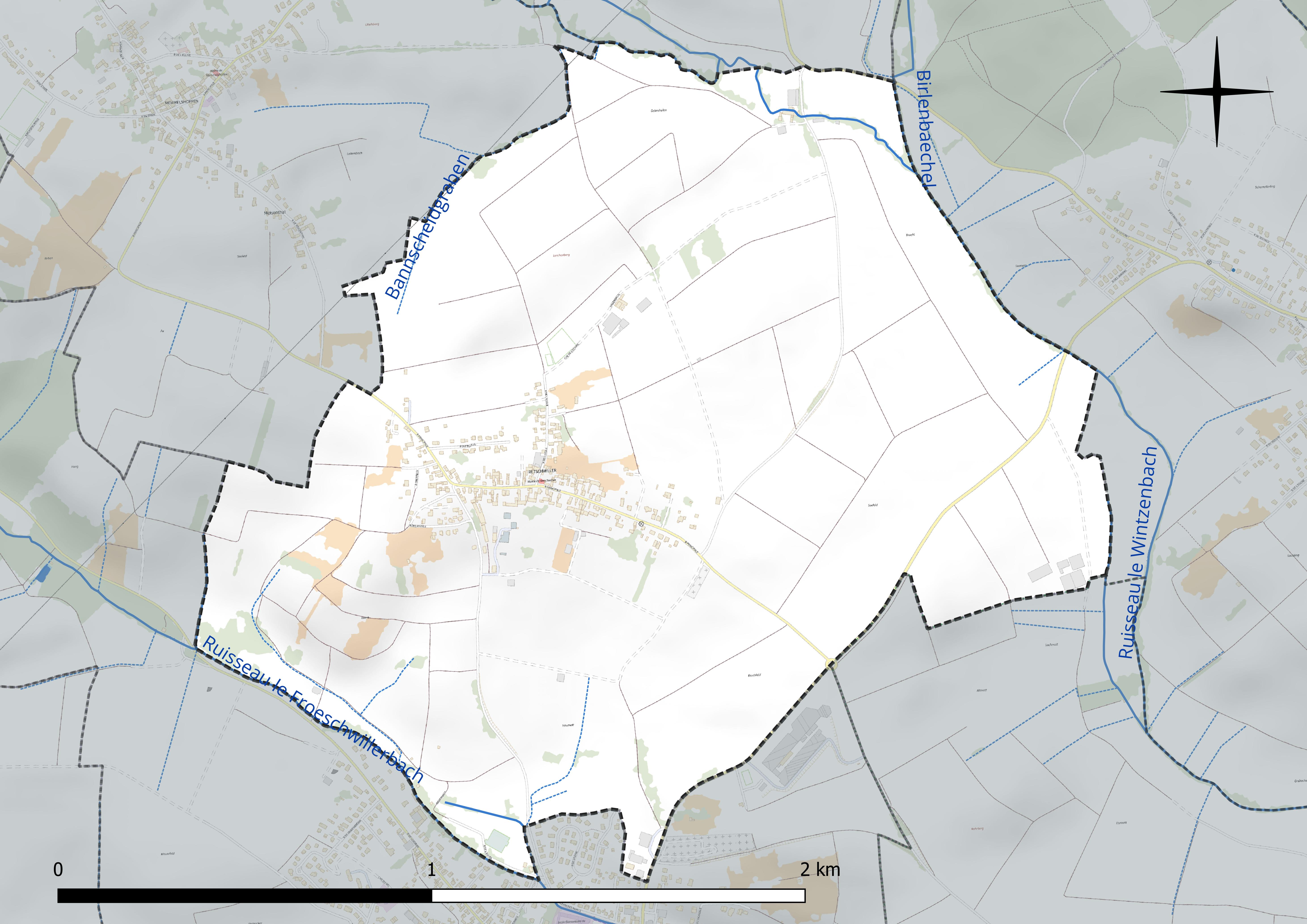
Réseau hydrographique de Retschwiller.

### Climat
Pour des articles plus généraux, voir Climat du Grand Est et Climat du Bas-Rhin.
En 2010, le climat de la commune est de type climat des marges montargnardes, selon une étude du Centre national de la recherche scientifique s'appuyant sur une série de données couvrant la période 1971-2000. En 2020, Météo-France publie une typologie des climats de la France métropolitaine dans laquelle la commune est exposée à un climat semi-continental et est dans la région climatique  Alsace, caractérisée par une pluviométrie faible, particulièrement en automne et en hiver, un été chaud et bien ensoleillé, une humidité de l’air basse au printemps et en été, des vents faibles et des brouillards fréquents en automne (25 à 30 jours). 
Pour la période 1971-2000, la température annuelle moyenne est de 10,4 °C, avec une amplitude thermique annuelle de 17,9 °C. Le cumul annuel moyen de précipitations est de 801 mm, avec 10,6 jours de précipitations en janvier et 10,5 jours en juillet. Pour la période 1991-2020, la température moyenne annuelle observée sur la station météorologique de Météo-France la plus proche, « Preuschdorf », sur la commune de Preuschdorf à 6 km à vol d'oiseau, est de 11,3 °C et le cumul annuel moyen de précipitations est de 834,2 mm. 
La température maximale relevée sur cette station est de 39,8 °C, atteinte le 4 juillet 2015 ; la température minimale est de −19,9 °C, atteinte le 8 janvier 1985,,. 
Les paramètres climatiques de la commune ont été estimés pour le milieu du siècle (2041-2070) selon différents scénarios d'émission de gaz à effet de serre à partir des nouvelles projections climatiques de référence DRIAS-2020. Ils sont consultables sur un site dédié publié par Météo-France en novembre 2022.

## Urbanisme

### Typologie
Au 1er janvier 2024, Retschwiller est catégorisée commune rurale à habitat dispersé, selon la nouvelle grille communale de densité à sept niveaux définie par l'Insee en 2022.
Elle est située hors unité urbaine et hors attraction des villes,.

### Occupation des sols
L'occupation des sols de la commune, telle qu'elle ressort de la base de données européenne d’occupation biophysique des sols Corine Land Cover (CLC), est marquée par l'importance des territoires agricoles (91,4 % en 2018), en diminution par rapport à 1990 (99,6 %). La répartition détaillée en 2018 est la suivante : terres arables (80,3 %), cultures permanentes (9,3 %), zones urbanisées (8,6 %), zones agricoles hétérogènes (1,8 %). L'évolution de l’occupation des sols de la commune et de ses infrastructures peut être observée sur les différentes représentations cartographiques du territoire : la carte de Cassini (XVIIIe siècle), la carte d'état-major (1820-1866) et les cartes ou photos aériennes de l'IGN pour la période actuelle (1950 à aujourd'hui).

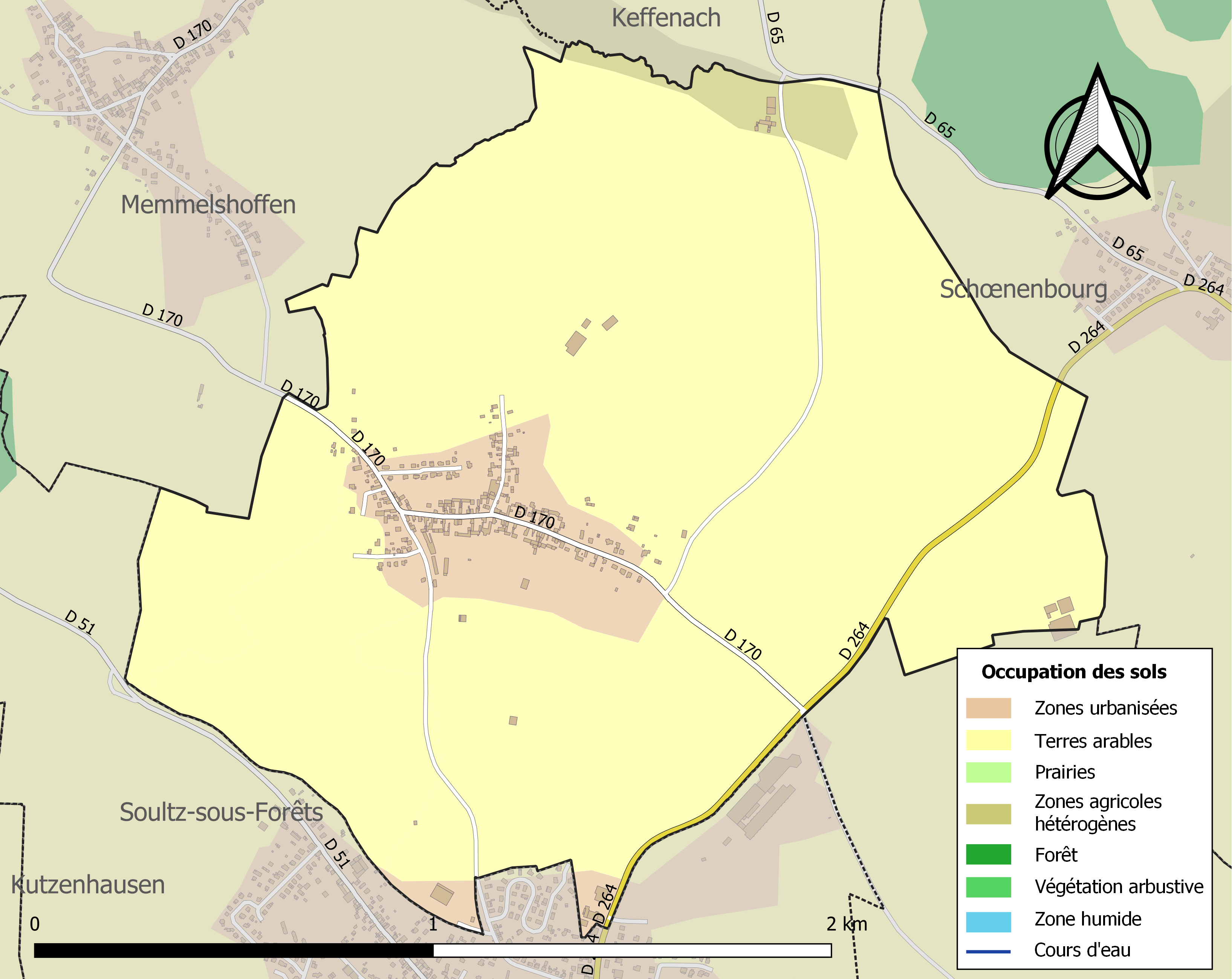
Carte des infrastructures et de l'occupation des sols de la commune en 2018 (CLC).

## Histoire
Cité en 1274 pour la première fois, Retschwiller faisait partie de la seigneurie des Fleckenstein et des Rohan et est rattaché à l'Archevêché de Cologne.
Son habitat est homogène des XVIIIe et XIXe siècles

### Bataille de Wissembourg
En prélude à la bataille de Wissembourg, un accrochage eut lieu en décembre 1793 à Retschwiller entre les armées autrichiennes commandées par Alexander von Jordis et les armées révolutionnaires françaises.

### Héraldique
| Blason de Retschwiller | Blason  | Coupé : au premier de sinople à la fasce d'argent, au second de gueules aux trois macles d'or rangées en fasce. |
| Blason de Retschwiller | Détails | |

## Politique et administration
| Période                                  | Période  | Identité      | Étiquette | Qualité                                                                                       |
| ---------------------------------------- | -------- | ------------- | --------- | --------------------------------------------------------------------------------------------- |
| Les données manquantes sont à compléter. |          |               |           |                                                                                               |
| mars 1977                                | mai 2020 | Charles Graf  |           | Retraité, maire honoraire (2023) Ordre national du Mérite : chevalier (2011), officier (2023) |
| mai 2020                                 | En cours | Esther Scheib | SE        | Employé administratif d'entreprise                                                            |

### Budget et fiscalité 2023

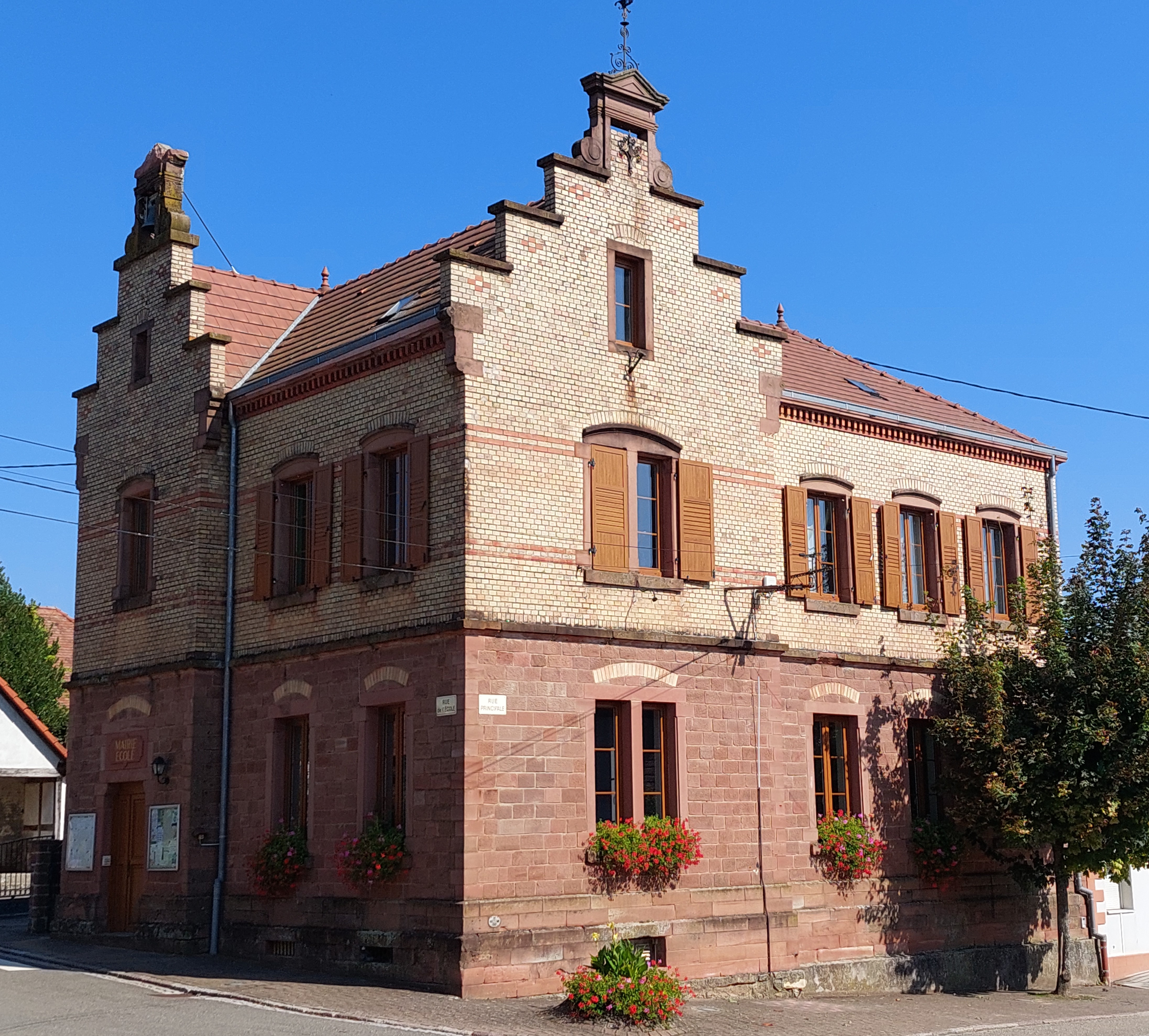
Mairie de Retschwiller.

En 2023, le budget de la commune était constitué ainsi :
- total des produits de fonctionnement : 175 000 €, soit 619 € par habitant ;
- total des charges de fonctionnement : 147 000 €, soit 522 € par habitant ;
- total des ressources d'investissement : 66 000 €, soit 234 € par habitant ;
- total des emplois d'investissement : 88 000 €, soit 311 € par habitant ;
- endettement : 48 000 €, soit 170 € par habitant.

Avec les taux de fiscalité suivants :
- taxe d'habitation : 14,83 % ;
- taxe foncière sur les propriétés bâties : 21,16 % ;
- taxe foncière sur les propriétés non bâties : 32,30 % ;
- taxe additionnelle à la taxe foncière sur les propriétés non bâties : 0,00 % ;
- cotisation foncière des entreprises : 0,00 %.

Chiffres clés Revenus et pauvreté des ménages en 2021 : médiane en 2021 du revenu disponible, par unité de consommation : 27 470 €.

## Économie

### Entreprises et commerces

#### Agriculture
- Culture de céréales, de légumineuses et de graines oléagineuses.

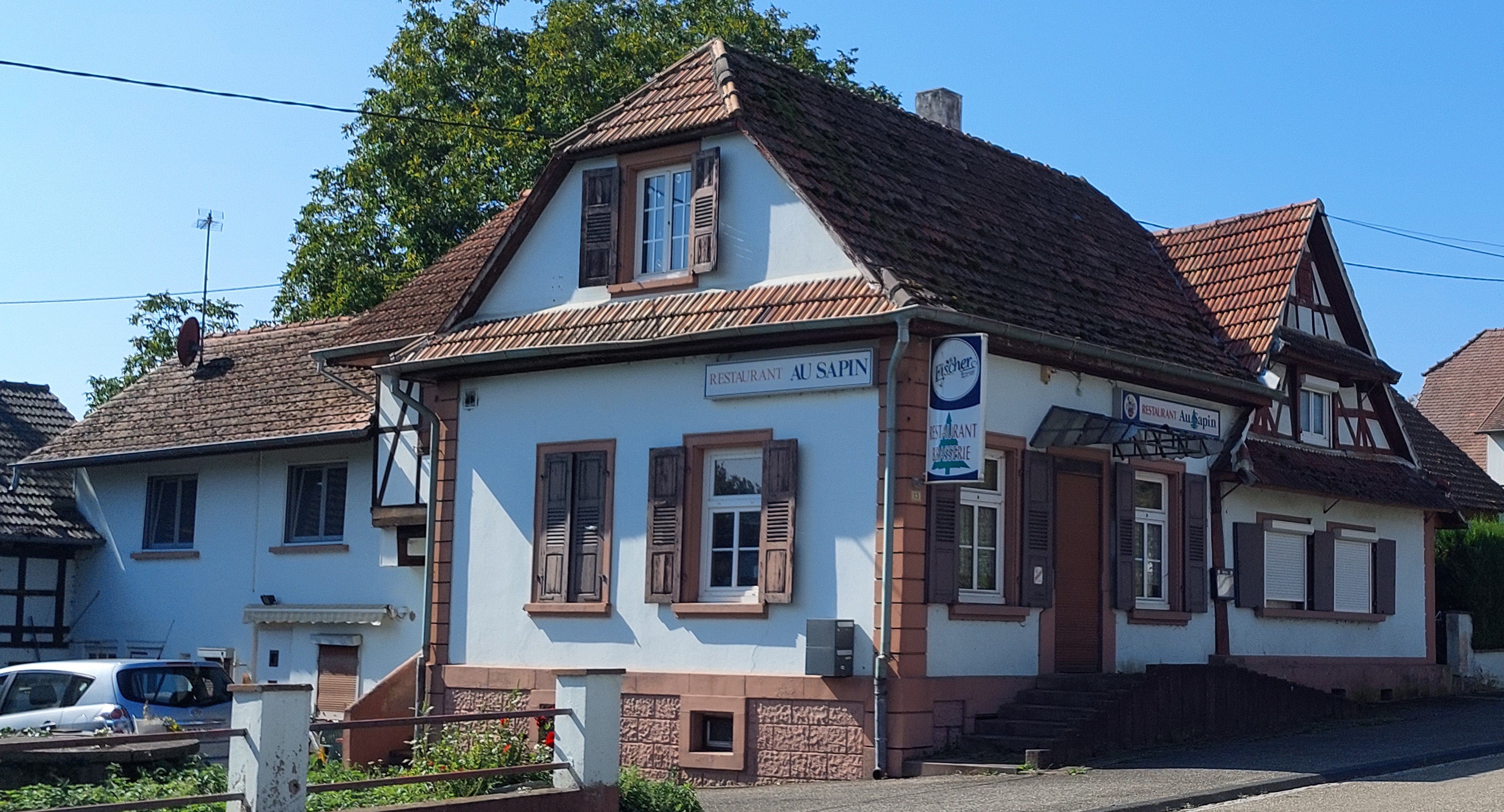
Restaurant au sapin.

- Culture et élevage associés.
- Élevage d'ovins et de caprins.
- Élevage de chevaux et d'autres équidés[33].

#### Tourisme
- Hébergements et restauration à Soultz-sous-Forêt, Hermerswillder, Loosam, Hunspach.

#### Commerces
- Commerces et services de proximité[34].

## Population et société

### Démographie

#### Évolution démographique
L'évolution du nombre d'habitants est connue à travers les recensements de la population effectués dans la commune depuis 1793. Pour les communes de moins de 10 000 habitants, une enquête de recensement portant sur toute la population est réalisée tous les cinq ans, les populations de référence des années intermédiaires étant quant à elles estimées par interpolation ou extrapolation. Pour la commune, le premier recensement exhaustif entrant dans le cadre du nouveau dispositif a été réalisé en 2005.

En 2022, la commune comptait 275 habitants, en évolution de −2,14 % par rapport à 2016 (Bas-Rhin : +3,17 %, France hors Mayotte : +2,11 %).
| 1793 | 1800 | 1806 | 1821 | 1831 | 1836 | 1841 | 1846 | 1851 |
| ---- | ---- | ---- | ---- | ---- | ---- | ---- | ---- | ---- |
| 321  | 341  | 365  | 400  | 443  | 440  | 374  | 404  | 376  |

| 1856 | 1861 | 1866 | 1871 | 1875 | 1880 | 1885 | 1890 | 1895 |
| ---- | ---- | ---- | ---- | ---- | ---- | ---- | ---- | ---- |
| 322  | 306  | 320  | 298  | 309  | 300  | 277  | 262  | 266  |

| 1900 | 1905 | 1910 | 1921 | 1926 | 1931 | 1936 | 1946 | 1954 |
| ---- | ---- | ---- | ---- | ---- | ---- | ---- | ---- | ---- |
| 267  | 277  | 271  | 273  | 270  | 267  | 243  | 277  | 252  |

| 1962 | 1968 | 1975 | 1982 | 1990 | 1999 | 2005 | 2006 | 2010 |
| ---- | ---- | ---- | ---- | ---- | ---- | ---- | ---- | ---- |
| 247  | 233  | 231  | 200  | 234  | 253  | 240  | 244  | 278  |

| 2015 | 2020 | 2022 | - | - | - | - | - | - |
| ---- | ---- | ---- | - | - | - | - | - | - |
| 279  | 276  | 275  | - | - | - | - | - | - |

### Enseignement
Établissements d'enseignements :
- Écoles maternelles et primaires[40].
- Collèges à Soultz-sous-Forêts, Walbourg, Wœrth, Wissembourg, Soufflenheim.
- Lycées à Walbourg, Wissembourg, Haguenau.

### Santé
Professionnels et établissements de santé :
- Médecins.
- Pharmacies.
- Hôpitaux.

### Cultes
- Culte protestant à Soultz-sous-Forêts, Hohwiller[42].
- Culte catholique, village dont la paroisse est rattachée à celle de Soultz-sous-Forêts, avec ses annexes Hohwiller, Retschwiller et Hermerswiller[43], Diocèse de Strasbourg.

## Lieux et monuments

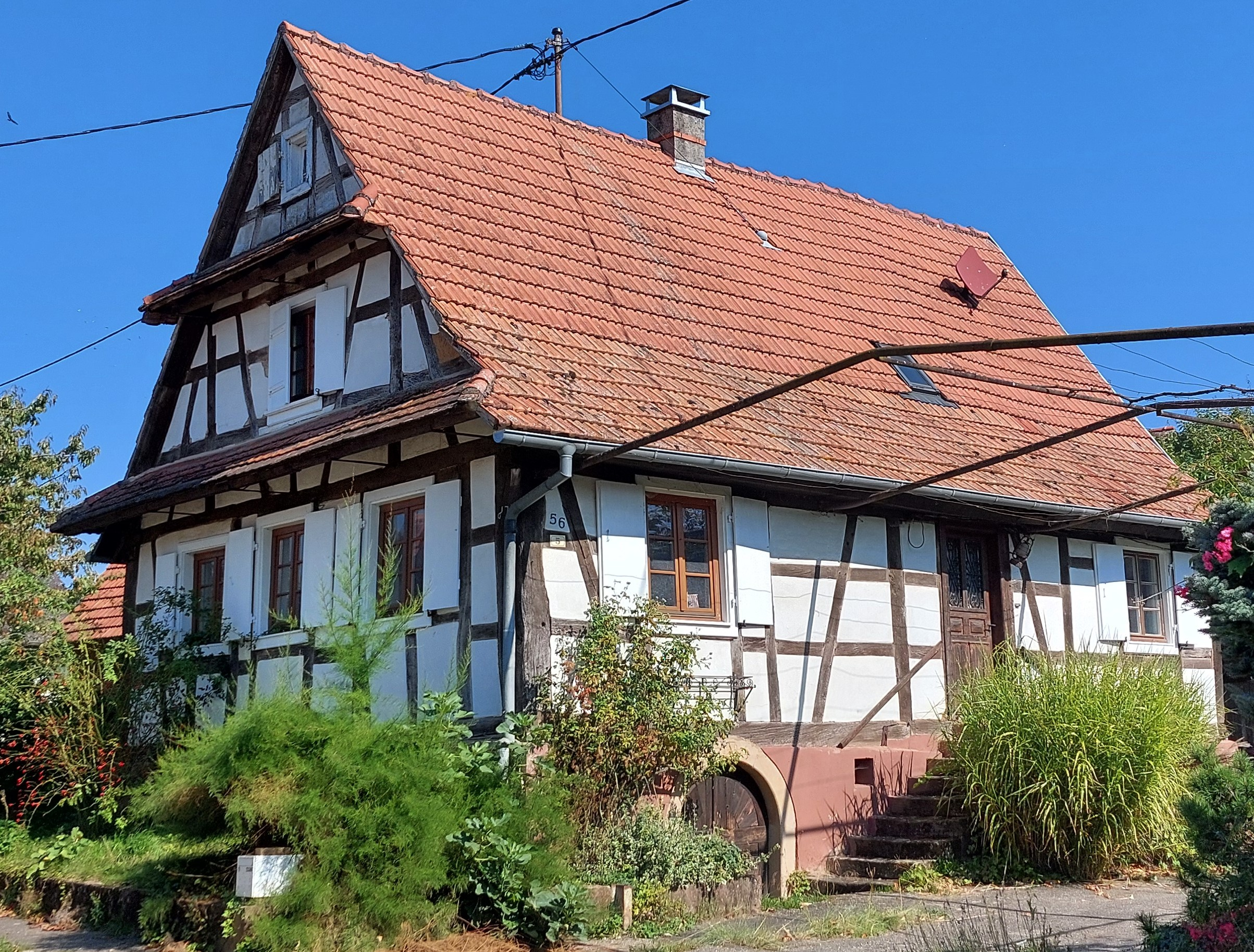
Maison à colombage de 1733, rue de l'école.
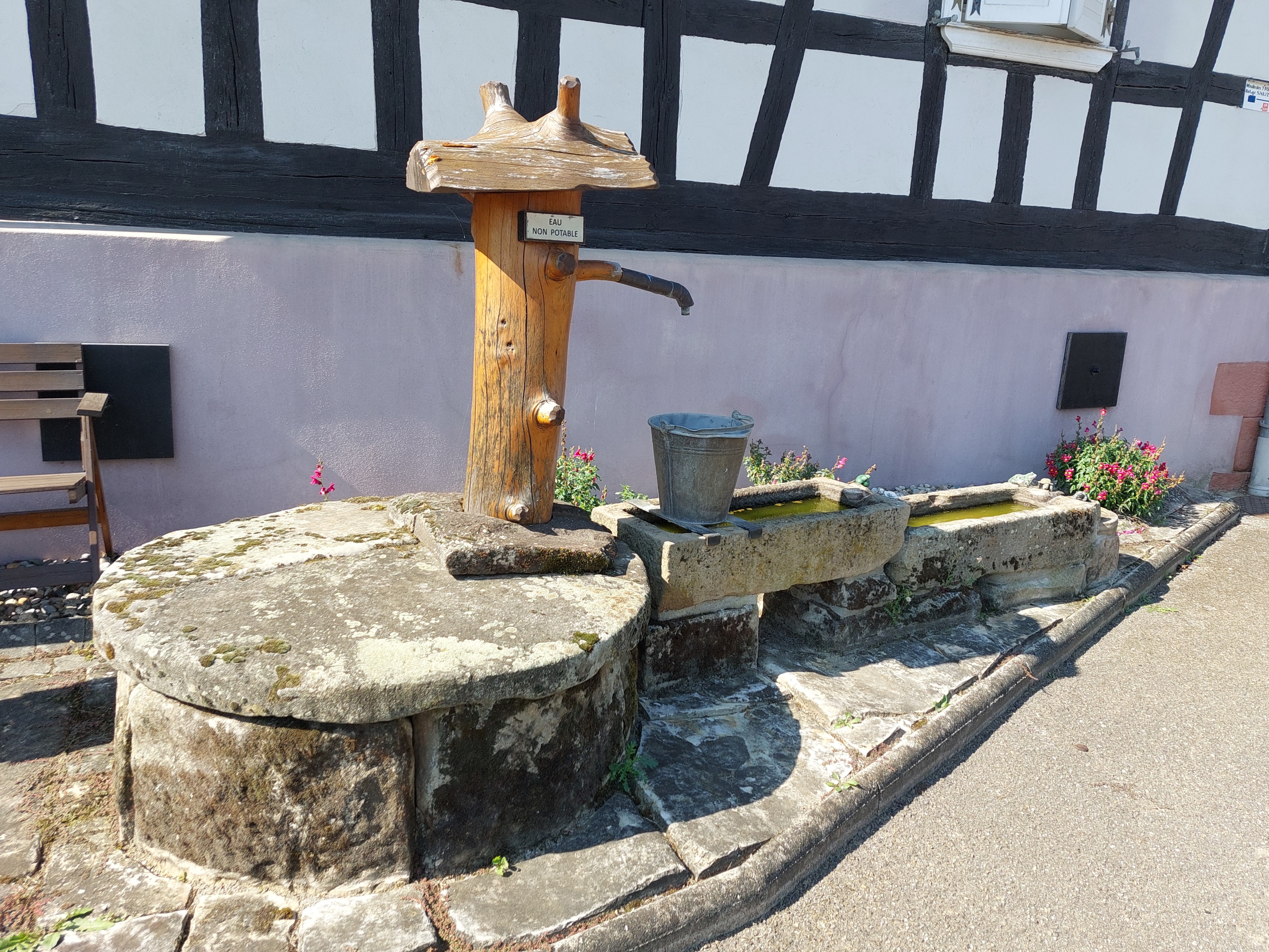
Puits rue principale.
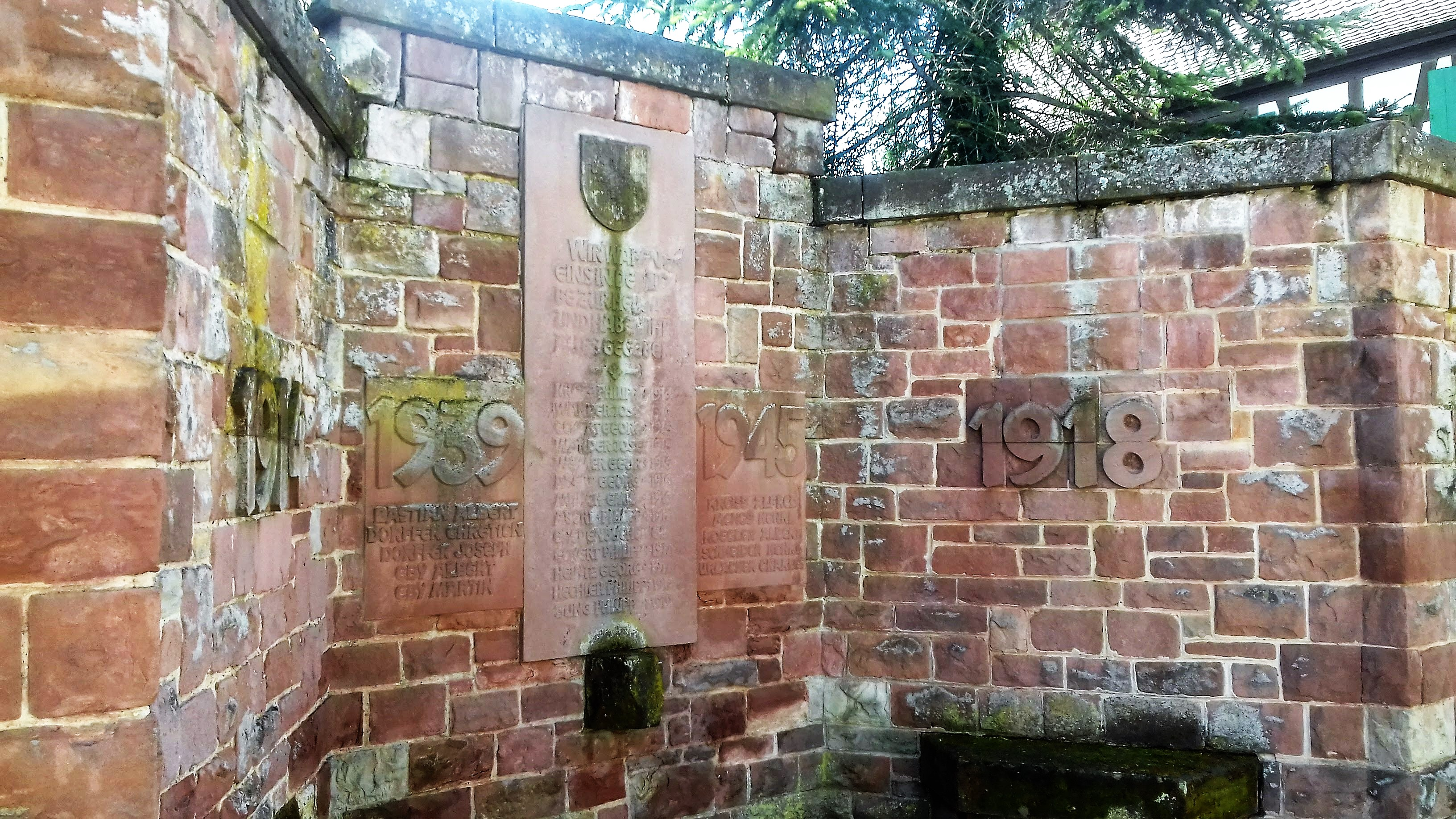
Monument aux morts 14-18 et 39-45.
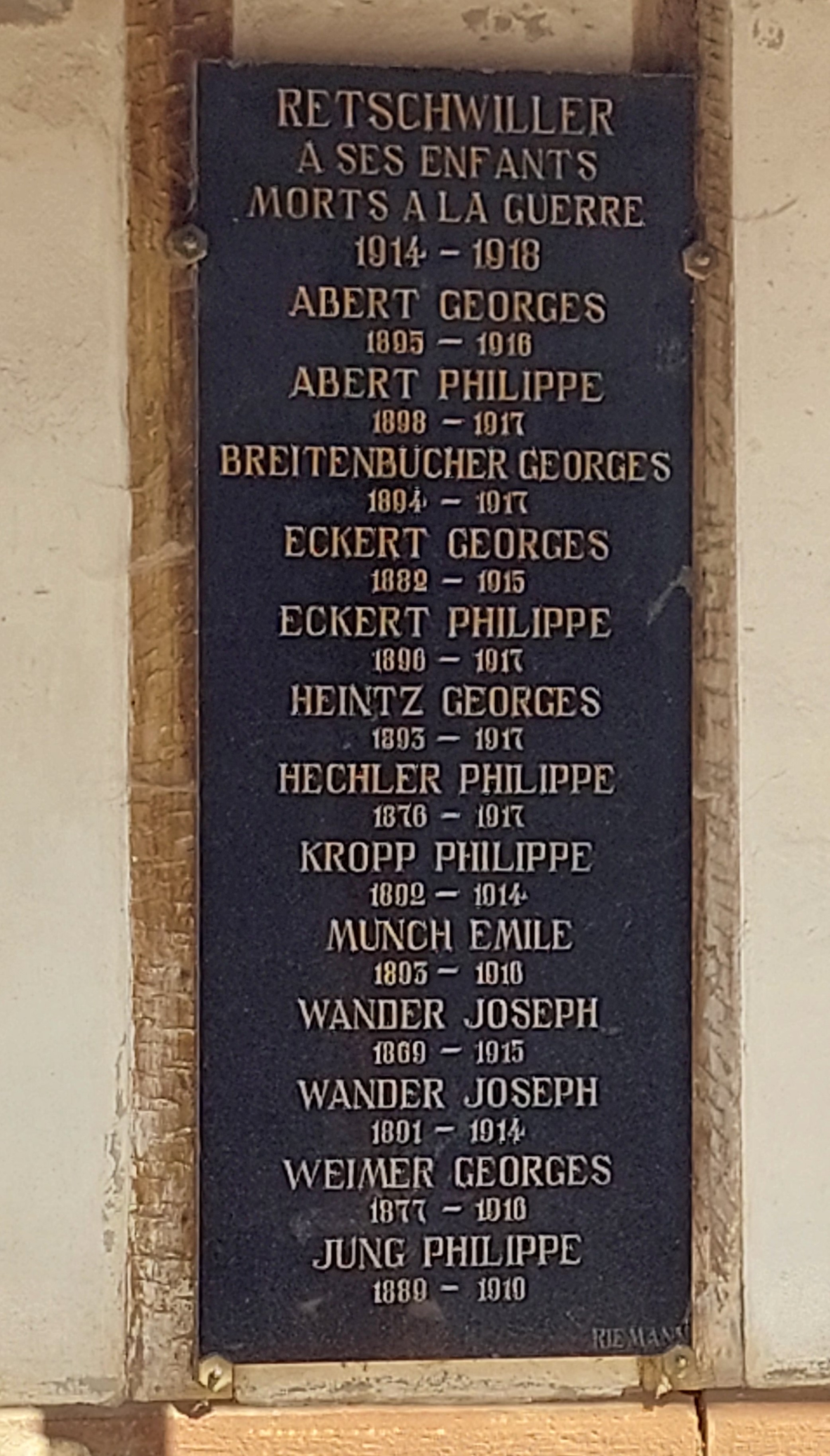
Mémorial rue de l'école.

La commune a la particularité de ne pas avoir d'église.
- Patrimoine architectural recensé par le service régional de l'Inventaire général du patrimoine culturel[44] :

Maisons et fermes,,.
Cabane de Garde Vigne. Le « Raabhiesel », cabane de Garde –vigne, a été construit en 1780 sur le lieu-dit Hoert.
Ferme, restaurant A la Rose.
- Puits Rue principale.
- Un  moulin à farine et à huile avait été construit vers 1720 sur le Ruisseau Wintzenbach :  la Gänzmühle (ou  Nonnenbrückmühle). Il n’en  reste que quelques fragments de murs réutilisés dans la nouvelle construction.
- Monument aux morts. Conflits commémorés : Guerres 1914-1918 - 1939-1945.

## Personnalités liées à la commune
- Le spécialiste des arts populaires alsaciens Georges Klein fut instituteur dans la commune avant de devenir en 1969 conservateur du Musée alsacien de Strasbourg.